# Seyssinet-Pariset
Seyssinet-Pariset – miejscowość i gmina we Francji, w regionie Owernia-Rodan-Alpy, w departamencie Isère.
Według danych na rok 1990 gminę zamieszkiwało 13 241 osób, a gęstość zaludnienia wynosiła 1243 osób/km² (wśród 2880 gmin regionu Rodan-Alpy Seyssinet-Pariset plasuje się na 53. miejscu pod względem liczby ludności, natomiast pod względem powierzchni na miejscu 1071.).